# マリンパークねずがせき
マリンパークねずがせきは、山形県鶴岡市鼠ヶ関にある海浜公園。山形県が山形県海浜公園条例に基づき設置する海浜公園の一つで、条例上の表記は漢字を用いたマリンパーク鼠ヶ関。快水浴場百選。

## 施設
人工海水浴場
遠浅で波穏やかな砂浜。玉砂利を入れることにより足の裏が汚れにくく、海水の濁りも少ない。環境省による快水浴場百選に選ばれている。更衣室、トイレ、シャワー、救護所があり、監視員を配置している。海の家はない。
人工磯浜
磯遊びが体験できる。
広場
イベント広場・芝生広場・スポーツ広場があり、多目的利用が可能。
キャンプ場
夏のみ海岸線に開設される。自動車で乗り入れることもできる。

## 交通アクセス
公共交通機関
東日本旅客鉄道（JR東日本）羽越本線「鼠ケ関駅」から357 m、徒歩で約5分ないし約10分。
自家用自動車
日本海東北自動車道「あつみ温泉インターチェンジ」から約8 km、自動車で約11分ないし約15分。または朝日まほろばICから自動車で約50分。150台駐車可能な駐車場がある。

## その他
- 2020年のシーズンは新型コロナウイルスの感染拡大を受け、未開設となった[9]。

## 周辺
- 弁天島
- 念珠の松庭園
- 鼠ヶ関港
- 鼠ヶ関マリーナ
- 近世念珠関址